# Matteo Zurloni
Matteo Zurloni (* 20. März 2002 in Segrate) ist ein italienischer Speedkletterer.

## Karriere
Matteo Zurloni klettert, seitdem er sechs Jahre alt ist.
Am 2. Juli 2022 nahm er in Villars erstmals an einem Kletterweltcup teil. Er wurde 29. Sein bisher bestes Resultat im Weltcup, einen 4. Rang, erzielte er am 6. Mai 2024 in Salt Lake City und am 6. Oktober 2024 in Seoul.
Bei den Weltmeisterschaften 2023 in Bern verbesserte er im Viertelfinale seine persönliche Bestzeit auf 5,02 s, was zugleich Europarekord bedeutete. Er zog in der Folge in das Finale ein und sicherte sich so auch die Qualifikation für die Olympischen Sommerspiele 2024 in Paris. Im Finale profitierte er von einem Fehlstart seines Kontrahenten Long Jinbao und wurde so Weltmeister in 5,56 s.
Am 17. Februar 2024 verbesserte er seine Bestzeit beim Italiencup in Brugherio auf 4,95 s. Bei den Olympischen Sommerspielen 2024 verbesserte er erst seinen persönlichen Rekord auf 4,94 s, schied dann aber er im Viertelfinale gegen Wu Peng um zwei Tausendstelsekunden aus. Damit belegte er den sechsten Platz. Im September 2024 gewann er bei den Europameisterschaften in Villars die Silbermedaille. 2024 konnte er seine beiden bisher besten Ergebnisse im Weltcup erzielen, mit je einem 4. Platz in Salt Lake City und Seoul. Diese guten Ergebnisse trugen dazu bei, dass er Zweiter in der Gesamtwertung der Weltcups wurde.
Matteo Zurloni ist Teil der Federazione Arrampicata Sportiva Italiana (FASI). Er studiert Bewegungswissenschaften an der Universität Mailand.